# Джикур
Джикур (груз. ჯიქური; умер около 1252—1259) — придворный грузинского царя Давида VII Улу, оказывавший значительное влияние на внутреннюю политику Грузинского царства, пока не был казнён по обвинению в государственной измене.

## Возвышение
История возвышения и падения Джикура была задокументирована в грузинской хронике XIV века, входящей в состав сборника «Картлис цховреба», которая не содержит никаких сведений о его происхождении, но сообщает, что Джикур, будучи не особо одарённым и занимавшим относительно незначительную должность церемониймейстера (местумре), возвысился благодаря своей фанатичной преданности Давиду VII Улу, беспокойное царствование которого (1247—1270) было омрачено монгольским господством. Когда Давид VII был вынужден отправиться ко двору Батыя, он оставил свою жену Джигду-хатун регентшей и под защитой Джикура. Последний сыграл важную роль в подавлении разбойников в Грузии, поддерживал строительство царского дворца в Исани, в Тбилиси, и взимал дань с непокорных горцев Пхови. Значительное противодействие власти Джигды-хатун и Джикура оказывал Торгва Панкисский, наместник в Кахетии, узурпировавший власть в этом регионе. По возвращении царя в Грузию решимость Торгвы начала ослабевать, в итоге он удалился в свои владения в Панкисском ущелье. Джикур выманил его, гарантируя безопасность, после чего приказал убить по наущению Джигды-хатун.

## Падение и смерть
Положение Джикура начало меняться после смерти Джигды-хатун в 1252 году. Хроника сообщает, что Джикур и Гванца Кахаберидзе, новая супруга Давида VII, были врагами. Соперники Джикура, в частности Сумбат Орбели, воспользовались существованием этой вражды и обвинили Джикура перед царем в предательских связях с монголами. Давид VII, отличавшийся доверчивостью и склонностью к поспешным решениям, приказал арестовать Джикура и доставить его в царский дворец Исани, возвышавшийся над рекой Мтквари, в то время как его дом был разграблен царскими людьми. Не задавая никаких вопросов Джикуру, Давид приказал бросить того в реку. На следующее утро его тело было найдено выброшенным на берег реки. Царь, поддавшись на уговоры бедняков Тбилиси, позволил им оплакать и похоронить Джикура, у которого не было своих детей, в недавно построенной церкви святой Христины Тирской.